# پروژه شکم پر
شرکت فول بلی پروجکت لیمیتد (Full Belly Project Ltd) یک سازمان غیرانتفاعی مستقر در ویلمینگتن (کارولینای شمالی) است که دستگاه‌های کم‌زحمت را برای بهبود زندگی مردم در جوامع در حال توسعه طراحی می‌کند. این شرکت توسط جاک برندیس تأسیس شد. دستگاه‌های اصلی آنها عبارتند از دستگاه جهانی پوست‌کن گردو (UNS) و پمپ آب راکر. اولین دستگاهی که آنها طراحی کردند، UNS، یک دستگاه پوست‌کن بادام‌زمینی بود، اما کشاورزان شروع به استفاده از آن برای سایر محصولات کردند. اکنون UNS برای قهوه، جاتروفا، چریش و شیا در ۳۵ کشور در آفریقا، آسیا و آمریکای لاتین استفاده می‌شود. از سال ۲۰۰۹، تحقیقات آنها بر طراحی پمپ آب متمرکز شده است. انحلال این سازمان در دسامبر ۲۰۲۰ اتفاق افتاد.

## دستگاه پوست‌کن گردوی یونیورسال
هدف اصلی آنها افزایش مقرون به صرفه بودن کشاورزی بادام زمینی به عنوان وسیله ای برای توسعه پایدار در آن کشورها، از طریق توسعه فناوری مناسب و مقرون به صرفه بود. تخمین زده می‌شود که نیم میلیارد نفر در سراسر جهان در بیش از ۱۰۰ کشور، عمدتاً در مناطق استوایی و به ویژه در آفریقا، به بادام زمینی به عنوان منبع اصلی پروتئین وابسته هستند.
عامل محدودکننده اصلی برای کشت بادام زمینی همواره فرایند زمان‌بر و پرزحمت پوست کندن دستی بادام زمینی بوده است، کاری که معمولاً به زنان و کودکان محول می‌شود. غلبه بر این مانع فنی، سال‌هاست که هدف تحقیقات کشاورزی بوده است. وقتی دکتر تی. ویلیامز، دانشمند ارشد تحقیقاتی در دانشگاه جورجیا و متخصص در تمام ۱۵۰۰۰ رقم بادام زمینی، برای اولین بار توسط جاک برندیس، مهندس پروژه، مورد توجه قرار گرفت، او اظهار داشت که یک دستگاه پوست‌کن بادام زمینی مقرون‌به‌صرفه «جام مقدس توسعه پایدار» محسوب می‌شود.
طراحی نهایی این دستگاه در ژانویه ۲۰۰۵ تکمیل شد و به عنوان دستگاه جهانی پوست‌کن گردو شناخته می‌شود. این وسیله نسبتاً کوچک و دستی که از دو قطعه بتن و تعدادی قطعه فلزی ساخته شده است، قادر است با سرعت ۵۰ گلوله شلیک کند. یک کیلوگرم بادام زمینی در ساعت. به‌طور متوسط، یک زن یا کودک می‌تواند ۱٫۵ گلوله را با دست حمل کند. کیلوگرم بادام زمینی در یک ساعت. علاوه بر این، یک مجموعه از قالب‌های فایبرگلاس می‌تواند تعداد نامحدودی ماشین را تولید کند. مواد اولیه این دستگاه تنها شامل نصف کیسه بتن و چند قطعه فلزی است که هزینه هر دستگاه کمتر از ۵۰ دلار آمریکا می‌شود. تعمیر و نگهداری تقریباً صفر است و طول عمر دستگاه بیست سال تخمین زده می‌شود.
نسخه‌های دیگری از UNS طراحی شده‌اند:
- یک «شلیک‌کنندهٔ برقی» در سال ۲۰۰۸ به درخواست یک پرورشگاه در هائیتی طراحی شد و در گویان نیز توزیع می‌شود.
- در سال ۲۰۰۹ یک «توپ‌انداز پدالی» برای شلیک سریع‌تر طراحی شد. این گونه در فیلیپین، گویان و گواتمالا توزیع شده است.

## صابون برای امید
پروژه فول بلی و شرکایش در دایورسی، در راستای مأموریت خود برای تغییر جهان برای «میلیاردها نفر» از طریق تولید فناوری‌های خودپایدار، دستگاه پرس صابون را در سال ۲۰۱۳ معرفی کردند. این پروژه که با نام «صابون برای امید» شناخته می‌شود، بخشی از میلیون‌ها پوند صابونی را که سالانه توسط هتل‌ها و استراحتگاه‌های محلی دور ریخته می‌شود، دوباره استفاده می‌کند. دستگاه پرس صابون به جوامع اجازه می‌دهد تا محصولات صابون بازیافتی را تولید و توزیع کنند تا از بیماری‌ها جلوگیری کنند، سلامت بهتری را ارتقا دهند و برای جوامع فقیر در سراسر جهان درآمد ایجاد کنند. پروژه فول بلی (Full Belly Project) یک کارخانه کوچک «دستگاه صابون‌سازی در جعبه» را توسعه داد تا برای مونتاژ به خارج از کشور ارسال شود و فرصت کارآفرینی را برای کسانی که دسترسی کمتری به بهداشت و منابع مناسب دارند، فراهم کند.
این دستگاه صابون‌سازی اکنون در ۱۸ کشور در سراسر جهان فعالیت می‌کند و برای بیش از ۴۱۰۰۰ نفر صابون تهیه می‌کند.

## فناوری توزیع
در حال حاضر، این سازمان با سازمان‌های توسعه‌ای همفکر همکاری می‌کند تا مناطقی را که بیشترین نیاز را به این فناوری پایدار دارند، هدف قرار دهد. از زمان تکمیل طراحی نهایی دستگاه پوست‌کن گردوی یونیورسال، پروژه فول بلی (Full Belly Project) دستگاه‌هایی را در باهاما، اوگاندا، لیبریا، ساحل عاج، غنا، گامبیا، زامبیا، فیلیپین، هائیتی، گویان، هند، جامائیکا، کنیا، مالی، نیجریه، سودان، جمهوری دموکراتیک کنگو، سنگال، گواتمالا، تاجیکستان، سیرالئون، زیمبابوه و مالاوی توزیع کرده است.
با چند تنظیم دستی، این دستگاه همچنین قادر به پوست کندن لوبیا بالدار، دانه‌های چریش (از درختان چریش که با نام مارگوسا نیز شناخته می‌شود)، جاتروفا کارکس، قهوه خشک و مرطوب و شی باتر است. همه این دانه‌ها/مغزها پس از فرآوری شدن، سودآور هستند. بیشتر کشت این محصولات در کشورهای در حال توسعه رخ می‌دهد. ماشین‌هایی مانند دستگاه پوست‌کن گردوی یونیورسال به این محصولات ارزش افزوده می‌دهند و فوراً زندگی کسانی را که از این دستگاه‌های کم‌زحمت استفاده می‌کنند، بهبود می‌بخشند.

## تأثیر بر زنان
این فناوری به ویژه برای زنان توانمندساز است، زیرا آنها را از بار پوست کندن دستی جاتروفا کارکس، شی باتر، قهوه و بادام زمینی رهایی می‌بخشد. زنان بخش عمده‌ای از نیروی کار کشاورزی را تشکیل می‌دهند و با صرفه‌جویی در زمان توسط این دستگاه، این فرصت را خواهند داشت که خود را وقف سایر وظایف کنند. جمع‌آوری هیزم، کاری طاقت‌فرسا که اغلب به کودکان واگذار می‌شود، می‌تواند با فرآوری سادهٔ پوست بادام زمینی بدون پوست و تبدیل آن به بریکت سوخت، تا حد زیادی کاهش یابد.

## جوایز
- ایده‌های ام‌آی‌تی (۲۰۰۶)
- مجله مکانیک محبوب - جایزه پیشرفت (۲۰۰۶)
- چالش کارولینا - طرح کسب و کار
- قهرمانان سی‌ان‌ان – جاک برندیس (۲۰۰۸)
- برنده جایزه فناوری (۲۰۰۸)
- جایزه هدف - جاک برندیس (۲۰۰۸)